# Liliana Dell'Acqua

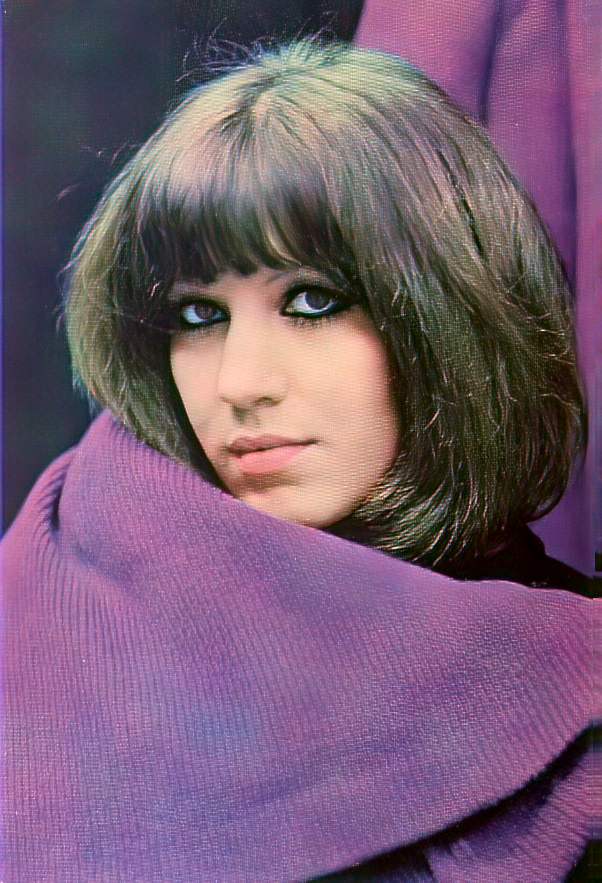
Liliana Dell'Acqua - foto da cartolina

(Liliana Dell'Acqua dai microfoni di RMC)
Liliana Dell'Acqua (Milano, 4 gennaio 1946 – Milano, 28 aprile 2010) è stata una conduttrice radiofonica e conduttrice televisiva italiana, tra le voci più note di Radio Monte Carlo dal finire degli anni sessanta al 1980.

## Biografia
Dapprima segretaria del cantante Don Backy, giunse nel 1968 nel Principato di Monaco per condurre Balla balla, primissima trasmissione di dediche con Gigi Salvadori. Il suo "marchio di fabbrica" erano le trasmissioni del mattino e quelle domenicali sul calcio, condotte con Antonio Devia che sarebbe poi diventato suo marito. Dopo il divorzio da Antonio Devia si unisce a Gabriele Talacci col quale nel 1980 ha un figlio, Emiliano. Celebre fu il suo tormentone: "A tutti voi un bacino sulla punta del nasino".
Nel 1973 arriva alla televisione monegasca Telemontecarlo in qualità di presentatrice a fianco di Jocelyn. È stata la prima annunciatrice televisiva ad abbinare la presentazione del film della sera con la sponsorizzazione di un prodotto. Famoso rimane l'annuncio con le merendine "Fiesta" e con l'alberello del "Tic Tac" della Ferrero. Dopo l'esperienza a Telemontecarlo ha svolto brevi periodi di conduzione radiofonica in alcune radio private italiane.
Nel 2004 Liliana torna a vivere nella sua città natale.
Alla memoria di Liliana Dell’Acqua è stato intitolato un premio nell’ambito di Dj sotto le stelle meeting nazionale della radiofonia, (la prestigiosa manifestazione che ogni anno assegna gli ambiti Oscar della Radio), premio Liliana Dell’Acqua per la miglior speaker donna che nel 2013 è stato conferito a Bruna Malaguti.
Liliana Dell'Acqua muore il 28 aprile 2010 a Milano dopo una lunga malattia.